# 巴雷塔利
巴雷塔利（法語：Barrettali，法語發音：[baʁɛtali]）是法国上科西嘉省的一个市镇，属于巴斯蒂亚区。

## 地理
巴雷塔利（42°52'37"N, 9°21'19"E）面积18.07 平方千米，位于法国上科西嘉省，该省份位于科西嘉北部，后者为地中海西部的一座岛屿，也是法国的一个单一领土集体，位于法国大陆部分的东南面，意大利半島的西面，最临近的地块是撒丁岛。
与巴雷塔利接壤的市镇（或旧市镇、城区）包括：皮诺、卡纳里、彼得拉科巴拉。

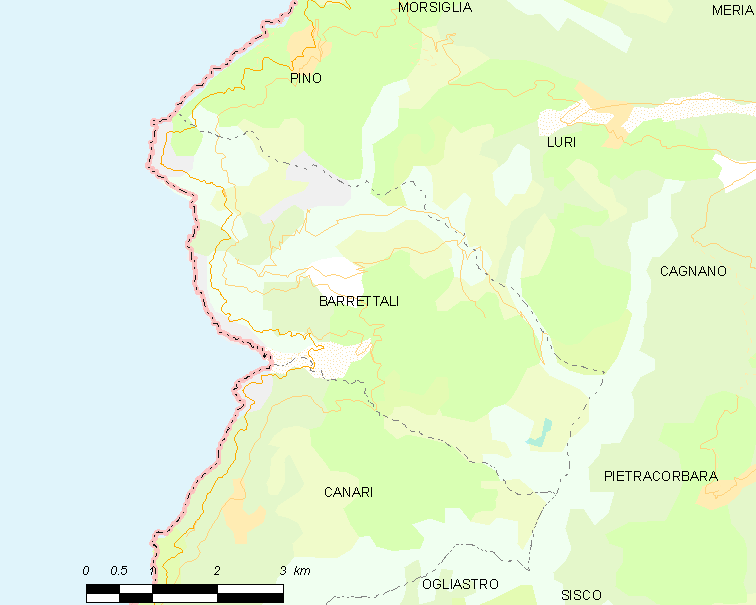
巴雷塔利的OSM定位图

巴雷塔利的时区为UTC+01:00、UTC+02:00（夏令时）。

## 行政
巴雷塔利的邮政编码为20228，INSEE市镇编码为2B030。

## 政治
巴雷塔利所属的省级选区为科西嘉角县。

## 人口

1962-2008年间巴雷塔利人口变化图示

巴雷塔利于2022年1月1日时的人口数量为160人。